# Cornelis Joan Simons
Cornelis Joan Simons est le 18e gouverneur du Ceylan néerlandais.